# Mathematische Annalen
Mathematische Annalen è una rivista accademica in lingua tedesca, fondata nel 1869 da Alfred Clebsch e Carl Neumann, dedicata alla ricerca nel campo delle scienze matematiche. Nei decenni successivi, la rivista fu diretta da: Felix Klein, David Hilbert, Otto Blumenthal, Erich Hecke, Heinrich Behnke, Hans Grauert, Heinz Bauer, Herbert Amann, Jean-Pierre Bourguignon, Wolfgang Lück, and Nigel Hitchin.
I primi 80 volumi, fino al 1919, furono pubblicati dalla casa editrice B. G. Teubner Verlag. A partire dal 1920, le pubblicazioni furono effettuare a cura dell'editore Springer. Durante la direzione di Hilbert, la controversia Brouwer–Hilbert ebbe riflessi nella gestione del comitato editoriale, del quale era membro anche Luitzen Brouwer. 

Le pubblicazioni furono sospese fra il 1945 e il 1947.
Al 2019, il direttore è Thomas Schick.